# Écurie Rosier
L'Écurie Rosier est une écurie de Formule 1 française fondée et dirigée par Louis Rosier de 1950 jusqu'à son décès en 1956. L'Écurie Rosier a disputé 34 Grands Prix de Formule 1 et obtenu un podium.

## Histoire
Né le 5 novembre 1905 à Chapdes-Beaufort (Puy-de-Dôme), Louis Rosier est le fils d'un roulier travaillant sur les chantiers. Il développe rapidement une passion pour les sport mécaniques et le goût du risque en général. Il commence la compétition à dix-neuf ans par des épreuves locales de moto-cross.
Passé à l'automobile, il remporte quelques succès de classe en courses de côtes. Il participe aussi au XIIe Critérium international Paris-Nice 1938 sur Talbot, au rallye du Soleil avec la même marque et, la même année, aux 24 Heures du Mans, sur une Talbot-Lago T150 SS, où il abandonne). 
La guerre le voit devenir un résistant, actif au maquis de Lespinasse. 
Il reprend la compétition en mai 1946 au Grand Prix du Forez, sur une Talbot T26. La même année il gagne la course de côte de Bellevue (Moulins, près d'Avignon) sur Talbot T150 SS et récidive en 1947.
En 1950 et 1951, il remporte le Grand Prix des Pays-Bas, hors-championnat, sur une T26C. Il remporte les 24 Heures du Mans 1950 pratiquement en solitaire : son fils, Jean-Louis Rosier, roule pendant deux tours et Louis court pendant 23 h 10.

## L'écurie Rosier en Formule 1

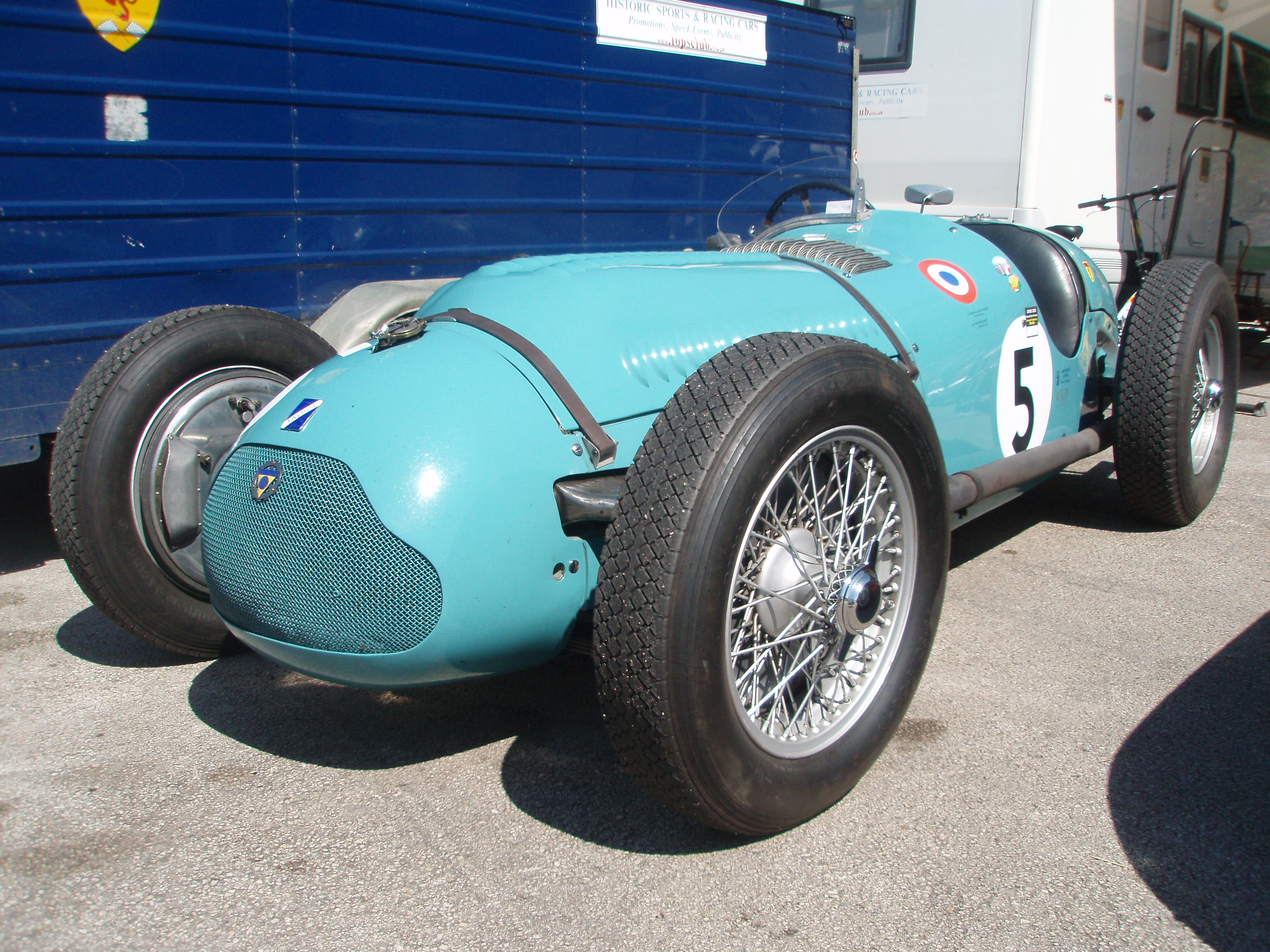
La Talbot-Lago T26C, utilisée par Rosier en 1951.

En 1950, lors de la première saison du championnat du monde de Formule 1, Louis Rosier participe à quatre Grands Prix au sein de l'écurie Talbot-Lago : Grande-Bretagne, Suisse, Belgique et France. Lors de la première course de la saison, en Grande-Bretagne, il se classe cinquième, à deux tours des pilotes Alfa Romeo qui réalisent le triplé.
À l'occasion de la deuxième manche de la saison, à Monaco, il crée sa propre écurie et engage une Talbot-Lago T26C qu'il pilote lui-même. De 1950 à 1951, il participe à neuf Grands Prix avec son écurie, obtenant son meilleur résultat à Monza, en 1950, avec une quatrième place. Lors des deux premières saisons de l'écurie Rosier, il engage également d'autres monoplaces, confiées à Henri Louveau et Louis Chiron. 
En 1952, il délaisse la Talbot-Lago T26C pour une Ferrari 500 peinte en bleu de France mais le succès n'est pas au rendez-vous avec trois abandons et une dixième place en quatre courses. 1953 est une meilleure année : en sept courses, il n'abandonne qu'une seule fois et il se classe cinq fois parmi les dix premiers (il n'inscrit aucun point, ceux-ci étant attribués aux cinq premiers). 
En 1954, Louis Rosier aligne différentes monoplaces (Ferrari 500, Ferrari 625, Maserati 250F) et recrute des coéquipiers : Maurice Trintignant et Robert Manzon. Ce dernier, en terminant troisième du Grand Prix de France, permet à l'écurie d'obtenir son premier podium dans la catégorie reine, le meilleur résultat de l'écurie en Formule 1. Lors de cette année 1954, Louis Rosier participe au Grand Prix d'Italie au sein de l'écurie Officine Alfieri Maserati. 
En 1955, Louis Rosier réduit son engagement et participe seulement à trois courses. Le bilan est mitigé avec un abandon à Monaco et deux neuvième place en Belgique et aux Pays-Bas. 
En 1956, il commence la saison par un abandon à Monaco avant de terminer huitième en Belgique puis sixième en France. Après un nouvel abandon en Grande-Bretagne, il termine cinquième du Grand Prix d'Allemagne sur le tracé du Nürburgring. 
Le 7 octobre 1956, Louis Rosier participe aux Coupes du Salon sur l'autodrome de Montlhéry, au volant d'une Ferrari 750 Monza. Il part en tonneau sur la piste mouillée au niveau de la contre-courbe Ascari. Transporté à l'hôpital de Neuilly-sur-Seine dans le coma, il meurt le 29 octobre ; son décès entraîne la disparition de son écurie.

## Résultats en championnat du monde de Formule 1
| Année | Châssis                               | Moteur                                                     | Pneus | Pilotes             | 1   | 2   | 3   | 4   | 5   | 6   | 7   | 8   | 9   |
| ----- | ------------------------------------- | ---------------------------------------------------------- | ----- | ------------------- | --- | --- | --- | --- | --- | --- | --- | --- | --- |
| 1950  | Talbot-Lago T26C                      | Talbot 23CV 4.5 L6                                         | D     |                     | GBR | MON | 500 | SUI | BEL | FRA | ITA |     |     |
| 1950  | Talbot-Lago T26C                      | Talbot 23CV 4.5 L6                                         | D     | Louis Rosier        |     | Abd |     |     |     |     | 4   |     |     |
| 1950  | Talbot-Lago T26C                      | Talbot 23CV 4.5 L6                                         | D     | Henri Louveau       |     |     |     |     |     |     | Abd |     |     |
| 1951  | Talbot-Lago T26C                      | Talbot 23CV 4.5 L6                                         | D     |                     | SUI | 500 | BEL | FRA | GBR | GER | ITA | ESP |     |
| 1951  | Talbot-Lago T26C                      | Talbot 23CV 4.5 L6                                         | D     | Louis Rosier        | 9   |     | 4   | Abd | 10  | 8   | 7   | 7   |     |
| 1951  | Talbot-Lago T26C                      | Talbot 23CV 4.5 L6                                         | D     | Henri Louveau       | Abd |     |     |     |     |     |     |     |     |
| 1951  | Talbot-Lago T26C                      | Talbot 23CV 4.5 L6                                         | D     | Louis Chiron        |     |     | Abd | 6   | Abd | Abd | Abd | Abd |     |
| 1952  | Ferrari 500                           | Ferrari 500 2.0 L4                                         | D     |                     | SUI | 500 | BEL | FRA | GBR | GER | NED | ITA |     |
| 1952  | Ferrari 500                           | Ferrari 500 2.0 L4                                         | D     | Louis Rosier        | Abd |     | Abd | Abd |     |     |     | 10  |     |
| 1953  | Ferrari 500                           | Ferrari 500 2.0 L4                                         | D E   |                     | ARG | 500 | NED | BEL | FRA | GBR | GER | SUI | ITA |
| 1953  | Ferrari 500                           | Ferrari 500 2.0 L4                                         | D E   | Louis Rosier        |     |     | 7   | 8   | 8   | 10  | 10  | Abd | 16  |
| 1954  | Ferrari 500 Ferrari 625 Maserati 250F | Ferrari 500 2.0L4 Ferrari 625 2.5 L4 Maserati 250F1 2.5 L6 | D P   |                     | ARG | 500 | BEL | FRA | GBR | GER | SUI | ITA | ESP |
| 1954  | Ferrari 500 Ferrari 625 Maserati 250F | Ferrari 500 2.0L4 Ferrari 625 2.5 L4 Maserati 250F1 2.5 L6 | D P   | Louis Rosier        | Abd |     |     | Abd | Abd | 8   |     |     | 7   |
| 1954  | Ferrari 500 Ferrari 625 Maserati 250F | Ferrari 500 2.0L4 Ferrari 625 2.5 L4 Maserati 250F1 2.5 L6 | D P   | Maurice Trintignant | 4   |     |     |     |     |     |     |     |     |
| 1954  | Ferrari 500 Ferrari 625 Maserati 250F | Ferrari 500 2.0L4 Ferrari 625 2.5 L4 Maserati 250F1 2.5 L6 | D P   | Robert Manzon       |     |     |     | 3   | Abd | 9   |     | Abd | Abd |
| 1955  | Maserati 250F                         | Maserati 250F1 2.5 L6                                      | P     |                     | ARG | MON | 500 | BEL | NED | GBR | ITA |     |     |
| 1955  | Maserati 250F                         | Maserati 250F1 2.5 L6                                      | P     | Louis Rosier        |     | Abd |     | 9   | 9   |     |     |     |     |
| 1956  | Maserati 250F                         | Maserati 250F1 2.5 L6                                      | P     |                     | ARG | MON | 500 | BEL | FRA | GBR | GER | ITA |     |
| 1956  | Maserati 250F                         | Maserati 250F1 2.5 L6                                      | P     | Louis Rosier        |     | Abd |     | 8   | 6   | Abd | 5   |     |     |